# Martin Joseph Savelsberg
Martin Joseph Savelsberg (* 11. November 1814 in Aachen; † 7. Juni 1879 ebenda) war ein deutscher Gymnasiallehrer und Altphilologe.

## Leben
Geboren am 11. November 1814 zu Aachen, besuchte Martin Savelsberg das dortige Gymnasium bis 1835 und studierte dann in Bonn und Berlin anfangs Theologie, später Philologie. Am 2. August 1841 promovierte er in Berlin zum Dr. phil. Nach mehrjähriger Lehrtätigkeit an den Gymnasien zu Köln und Bonn wurde er am 1. Oktober 1852 an das Kaiser-Karls-Gymnasium zu Aachen berufen, an dem er bis zu seinem Tode 27 Jahre als Oberlehrer und Professor tätig war.
Wenige Monate vor seinem Tod am 7. Juni 1879 gehörte Savelsberg zu den Initiatoren, die unter seiner Führung am 20. März 1879 einen Aufruf zur Gründung des Aachener Geschichtsvereins an die Aachener Bürgerschaft richteten, dessen konstituierende Sitzung er am 27. Mai 1879 noch miterleben konnte.

## Veröffentlichungen
- De digammo sive Vau Graeco. Pars prior. Aachen 1854. 16 S. (Programm Aachen Gymnasium. Digitalisat)
- Quaestiones lexicologicae de ephitetis Homericis. Aachen 1861. 16 S. (Programm Aachen Gymnasium. Digitalisat)
- De digammi immutationibus. Alterius partis fasciculus prior. Aachen 1866. 16 S. (Programm Aachen Gymnasium. Digitalisat)
- De digammi immutationibus. Alterius partis fasciculus posterior. Aachen 1867. 25 S. u. 2 Taf. (Programm Aachen Gymnasium. Digitalisat)
- Beiträge zur Entzifferung der lykischen Sprachdenkmäler. Teil I: Die Lykisch-griechischen Inschriften, Bonn 1874 Digitalisat, Teil II: Erklärung von 55 lykischen Inschriften. Bonn 1878.